# تغير المناخ
يحدث تغير المناخ عندما تؤدي التغييرات في نظام مناخ الأرض إلى ظهور أنماط مناخية جديدة تظل قائمة فترةً طويلة من الزمن وهذه الفترة الزمنية قد تكون قصيرة فتصل إلى عدة عقود فقط أو قد تصل إلى ملايين السنين. وقد حدد العلماء العديد من نوبات تغير المناخ خلال تاريخ الكرة الأرضية الجيولوجي، وفي الآونة الأخيرة، ومنذ الثورة الصناعية، يتأثر المناخ تأثرًا متزايدًا بسبب الأنشطة البشرية التي تقود إلى الاحتباس الحراري ولذلك من الشائع استخدام المصطلحين كمترادفين في هذا السياق.

يستقبل نظام المناخ كل طاقته تقريبًا من الشمس، كما أن النظام المناخي يبعث الطاقة إلى الفضاء الخارجي. ويحدد ميزان الطاقة الواردة والصادرة، بالإضافة إلى مرور الطاقة عبر نظام المناخ، ميزانية طاقة الأرض. فعندما تكون الطاقة الواردة أكبر من الطاقة الصادرة، تكون ميزانية طاقة الأرض إيجابية ويشهد النظام المناخي احترار، أما إذا كان حجم الطاقة الصادرة أعلى، تكون ميزانية الطاقة سلبية وتشهد الأرض التبريد.

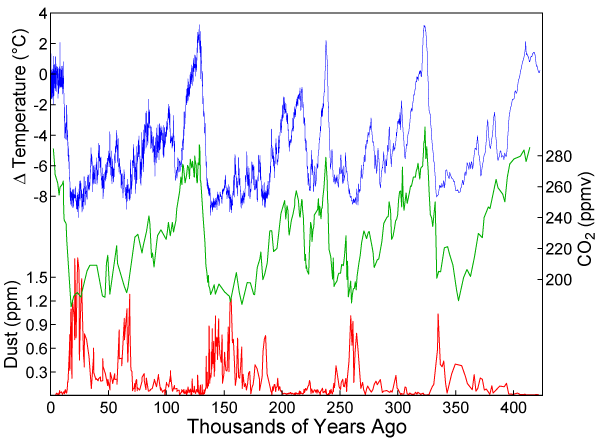
مخطط يبين علاقة ثاني أكسيد الكربون ودرجة الحرارة وتركيز الغبار في قالب جليد فوستوك Vostok ice core خلال 450,000 سنة الماضية

تتجلى الطاقة التي تتحرك عبر نظام مناخ الأرض في الطقس، ولكنها تتفاوت بناءً على النطاق الجغرافي والوقت. وتشكل متوسطات الطقس على المدى الطويل في المنطقة مناخها. ويعتبر تغير المناخ نمطًا طويل الأجل ومستمر للتغير في المناخ ويمكن أن تكون هذه التغييرات نتيجة «التباين الداخلي»، عندما تتغير العمليات الطبيعية المتأصلة في أجزاء مختلفة من نظام المناخ توزيع الطاقة. وتشمل الأمثلة على ذلك مدى التغير في أحواض المحيطات مثل التذبذب العقدي للمحيط الهادئ وتذبذب الأطلسي المستمر لعقود. ويمكن أن ينجم تغير المناخ أيضًا عن التأثير الخارجي وأيضًا عندما تُحدِث الظواهر من خارج إطار مكونات نظام المناخ تغييرات ضمن النظام، تشمل الأمثلة تغييرات في مخرجات النظام الشمسي والنشاط البركاني.
إن تغير المناخ يخلف آثارا خطيرة من تغيرات في مستوى سطح البحر وحياة النبات وعمليات الانقراض الجماعي، كما يؤثر على المجتمعات البشرية.
تغير المناخ أو تغير المناخ هو أي تغير مؤثر وطويل المدى في معدل حالة الطقس يحدث لمنطقة معينة. يمكن أن يشمل معدل حالة الطقس معدل درجات الحرارة ومعدل التساقط وحالة الرياح. هذه التغيرات يمكن أن تحدث بسبب العمليات الديناميكية للأرض كالبراكين، أو بسبب قوى خارجية كالتغير في شدة الأشعة الشمسية أو سقوط النيازك الكبيرة، ومؤخراً بسبب نشاطات الإنسان.
لقد أدى التوجه نحو تطوير الصناعة في الأعوام ال150 المنصرمة إلى استخراج مليارات الأطنان من الوقود الأحفوري لتوليد الطاقة وحرقها. هذه الأنواع من الموارد الأحفورية أطلقت غازات تحبس الحرارة كثاني أكسيد الكربون وهي من أهم أسباب تغير المناخ. وتمكنت كميات هذه الغازات من رفع حرارة الكوكب إلى 1.2 درجة مئوية مقارنة بمستويات ما قبل الثورة الصناعية. ولكن إن أردنا تجنب العواقب الأسوأ ينبغي أن نلجم ارتفاع الحرارة الشامل ليبقى دون درجتين مئويتين.
- يودي بحياة 150 ألف شخص سنويًا
- سبق أن حكم على 20% من الأنواع الحياة البرية بالانقراض مع حلول العام 2050
- سبق أن بدأ يكبد صناعات العالم خسارات بمليارات الدولارات كالصناعات الزراعية إضافة إلى إكلاف التنظيفات جراء ظروف مناخية قصوى.
- تشير الدراسات الى ان 3 % و20 % من نزاعات القرن الماضي نتجت عن عوامل مرتبطة بالمناخ، وستزداد نسبة هذه النزاعات مع إستمرار إرتفاع الإحتباس الحراري.[6]

لكن ما حدث ويحدث ليس بهول ما قد يأتي في المستقبل. فإذا تقاعسنا عن التحرك لكبح سرعة عواقب تغير المناخ يتفاقم عدد البشر المهددين وترتفع نسبة الأنواع المعرضة للانقراض من 20% إلى الثلث بينما من المتوقع أن تؤدي العواقب المالية للتغير المناخي إلى تجاوز إجمالي الناتج المحلي في العالم أجمع مع حلول العام 2080.

## مفعول الدفيئة
مفعول الدفيئة هو ظاهرة يحبس فيها الغلاف الجوي بعضًا من طاقة الشمس لتدفئة الكرة الأرضية والحفاظ على اعتدال مناخنا. ويشكل ثاني أكسيد الكربون أحد أهم الغازات التي تساهم في مضاعفة هذه الظاهرة لإنتاجه أثناء حرق الفحم والنفط والغاز الطبيعي في مصانع الطاقة والسيارات والمصانع وغيرها، إضافة إلى إزالة الغابات الكثيف. غاز الدفيئة المؤثر الآخر هو الميثان المنبعث من مزارع الأرز وتربية البقر ومطامر النفايات وإشغال المناجم وأنابيب الغاز. أما الـ "Chlorofluorocarbons (CFCs)" المسؤولة عن تآكل طبقة الأوزون والأكسيد النيتري (من الأسمدة وغيرها من الكيميائيات) تساهم أيضًا في هذه المشكلة بسبب احتباسها للحرارة.

## أسباب تغير المناخ
تغير المناخ يحدث بسبب رفع النشاط البشري لنسب غازات الدفيئة في الغلاف الجوي الذي بات يحبس المزيد من الحرارة.
على أوسع نطاق، يحدد معدل تلقي الطاقة من الشمس والمعدل الذي تُفقد فيه الطاقة إلى الفضاء درجة حرارة الأرض ومناخها. وتوزع هذه الطاقة في جميع أنحاء العالم بالرياح والتيارات المحيطية وآليات أخرى لتؤثر على مناخات المناطق المختلفة.
إن العوامل التي من شأنها تشكيل المناخ تسمى التأثيرات المناخية أو «آليات التأثير»، من ضمنها عمليات مثل التفاوتات في إشعاع الشمس وفي مدار الأرض وفي الوضاءة أو انعكاسية القارات والغلاف والمحيطات وتكون الجبال وتغييرات في تركيزات غازات الدفيئة. مجموعةُ متنوعة من ردود الفعل لتغير المناخ قد تُضخم من التأثير الأولي أو تقلله. وتستجيب بعض أجزاء النظام المناخي، مثل المحيطات والقمم الجليدية، ببطء أكثر في رد الفعل على التأثيرات المناخية، بينما تستجيب أجزاء أخرى بسرعة أكبر. ولدينا عتبة بيئية أساسية التي إذا تخططت ستنتج عن تغير سريع.
يمكن أن يحدث تغير المناخ إما بسبب التأثير الخارجي أو بسبب العمليات الداخلية. غالبًا ما تنطوي السهلة الداخلية على تغييرات في توزيع الطاقة في المحيطات والغلاف الجوي، على سبيل المثال تغييرات في الدورة الحرارية الملحية. وبالنسبة لآليات التأثير الخارجي، فقد تكون إما اصطناعية (مثل زيادة انبعاثات غازات الدفيئة والغبار) أو طبيعية (مثل التغيرات في إنتاج الطاقة الشمسية أو مدار الأرض أو الانفجارات البركانية).
قد تكون استجابة النظام المناخي لتأثير المناخ سريعة (مثل التبريد المفاجئ بسبب الرماد البركاني المحمول جوًا يعكس أشعة الشمس) أو بطيئًا (مثل التمدد الحراري لارتفاع حرارة مياه المحيط) أو يجمع بين الاثنين (مثل فقدان مفاجئ للوضاءة في المحيط المتجمد الشمالي مع ذوبان الجليد البحري والتي تليها التوسع الحراري التدريجي للمياه). وبالتالي، يمكن أن يستجيب نظام المناخ بصورة مفاجِئة، لكن قد لا تُطور الاستجابة الكاملة لآليات التأثير تأثيرًا كاملًا عدة قرون أو حتى فترة أطول.
المناخ هو حالة الجو السائدة في منطقة ما مدة زمنية معينة ولظاهرة تغير المناخ أسباب عديدة منها:

## العوامل
1. التلوث بأنواعه الثلاث البري والجوي والبحري.
2. نشاطات الإنسان مثل قطع الغابات وحرق الأشجار مما يؤدي إلى اختلال في التوازن البيئي.
3. الثورات البركانية.

## الشمس

### ضوء الشمس إلى كهرباء: أهمية الطاقة الشمسية
تتلقى الكرة الأرضية ما يكفي من الإشعاع الشمسي لتلبية الطلب المتزايد على أنظمة الطاقة الشمسية. إنّ نسبة أشعة الشمس التي تصل إلى سطح الأرض تكفي لتأمين حاجة العالم من الطاقة ب 3000 مرة. ويتعرّض كل متر مربع من الأرض للشمس، كمعدل، بما يكفي لتوليد 1700 كيلوواط/الساعة من الطاقة كل سنة. يتمّ تحويل أشعة الشمس إلى كهرباء والتيار المباشر الذي يُولد يُخزن في بطاريات أو تحويله إلى تيار متواتر على الشبكة من خلال محوّل كهربائي.

### الكهرباء– مصانع الطاقة الحرارية الشمسية
تركّز مرايا ضخمةٌ ضوءَ الشمس في خط أو نقطة واحدة وتستخدم الحرارة التي تنتج لتوليد البخار. يستعمل البخار الحار المضغوط لتشغيل توربينات تولد الكهرباء. وفي المناطق التي تغمرها الشمس، تؤمن مصانع الطاقة الحرارية الشمسية كميات كبيرة من الكهرباء. وقد استنتجت دراسة أجرتها «غرينبيس» تحت عنوان «مصانع الطاقة الحرارية الشمسية 2020» بالتعاون مع صناعة الطاقة الحرارية الشمسية الأوروبية أنّ كمية الطاقة الشمسية المنتجة حول العالم قد تصل إلى 54 مليار كيلواط/الساعة (كو/س) بحلول العام 2020. وفي العام 2040، من الممكن توليد أكثر من 20% من إجمالي الطلب على الكهرباء.

## الهواء
بلغ استغلال طاقة الرياح مراحل متقدمة. وتعتبر الطاقة الهوائية ظاهرة شاملة وأكثر مصادر الطاقة المتجددة تطورًا حيث تعتمد على تقنية حديثة نظيفة وفعالة ومستدامة ولا تتسبب في التلوث. وتشكّل توربينات الرياح الحالية تكنولوجيا متطورة جدًا. فهي قابلة للتعديل وسهلة التركيب والتشغيل وقادرة على توليد طاقة تفوق 200 حماد.

## قياس حرارة الأرض
للحصول على فكرة دقيقة عن درجة حرارة الأرض، أنت بحاجة إلى قياسها من مختلف الأماكن وذلك لأن حرارة الكرة الأرضية لا ترتفع بالنسبة نفسها. هذا وقد تنخفض حرارة بعض أجزائها في حين يغلي العالم ككل. ونحن بحاجة إلى قياس حرارة الأرض على مر الوقت للحصول على فكرة دقيقة على المدى الطويل. بغية التوصل إلى الخلفية اللازمة عن حرارة الأرض، كان على الباحثين السفر إلى أقصى زواياها وابتكار طرق «للسفر إلى الماضي».
من المصادر التي زودتنا بمعلومات عن الحرارة في الماضي: السجلات التاريخية وهي تتضمن مصادر كسجلات سرعة السفن ومذكرات المزارعين ومقالات الصحف. إن قراءة هذه المصادر بتأنٍ وتقييمها يمكن أن تزوّدنا ببيانات عن الكميّة والنوعية.
الروايات الشخصية والتاريخ الشفهي – يمكن جمع المعلومات اللازمة من الأجيال السابقة من السكان الأصليين الذين كانوا يتكلمون على الطبيعة من أجل البقاء، مما اضطرّهم إلى مراقبة التغيّرات على مدى العقود السالفة.
أدوات القياس المباشرة (كميزان الحرارة مثلاً) – بدأ الناس يستعملونها منذ 300 سنة وبقيت متنوعة في السنوات المئة والخمسين الأولى. أضف إلى ذلك أنه ينبغي الأخذ في عين الاعتبار الأنواع المختلفة من موازين الحرارة وبعض المتغيرات الأخرى.
المعلومات التي جُمعت عبر المناطيد أو الأقمار الصناعية – وهي معلومات مفيدة جدًا لكنها متوفرة منذ العام 1979 وحسب.
سماكة دائرة الشجرة – ذلك أن العرض والكثافة مرتبطين بظروف النمو.
رواسب المحيطات والبحيرات – مليارات من أطنان الرواسب تتراكم كل عام. يمكن استخدام بقايا النباتات والحيوانات والمواد الكيميائية المحفوظة في طبقات الرواسب في تحليل المناخ الماضي.
البقايا المرجانية – يمكن تحديد حرارة المياه التي تكوّن فيها المرجان اعتباراً من آثار المعادن والاوكسجين ونظراء الاوكسجين المتوفرة في هذه البقايا العظمية.
اللقاح الأحفوري – لكل نبتة لقاح متفرد بشكله. من خلال معرفة نوع النباتات التي كانت تنمو في وقتٍ محدد في السجل الأحفوري، يستطيع العلماء استنتاج نوعية المناخ في ذلك الوقت.
باطن الجليد– على مر مئات السنين، يُرَصُّ الثلج المتساقط على الجبال العالية والرؤوس الجليدية في القطبين ويتحول إلى جليدٍ صلب. يؤمن كل من الغبار وفقاعات الهواء المحتبسة داخل الجليد معلومات قيمة عن المناخ فالهواء المحتبس في الجليد هو بمثابة سجل يدل على كثافة ثنائي أوكسيد الكربون خلال ألف سنة.
الذوبان الملحوظ - من مؤشرات تغير المناخ على المدى القصير والطويل نسب تراجع الجليد وتقلص الرؤوس الجليدية القطبية وانتقاص الجليد في بحر القطب الشمالي.
وتجدر الإشارة إلى ضرورة عدم الاعتماد على أي من هذه المصادر بمعزل عن الأخرى بل أخذها معًا في عين الاعتبار.
إن من شأن ذلك تأمين صورة علمية عن عالمٍ ترتفع حرارته مما يتوافق مع الزيادة في غازات الدفيئة.

## توقع مستقبلالمناخ
إن نماذج مناخ العالم هي عبارة عن عروض حسابية تتناول مناخ العالم الفعلي. بعض هذه النماذج ليس إلا محاولاتٍ قام بها العلماء لاختصار سلوك المناخ المعقد في صيغ بسيطة (نسبياً) في محاولةٍ لفهم القوى المحركة. على كلٍ، عندما يتكلم الناس عن توقعات محددة لسلوك المناخ على المدى البعيد، فإنهم يتكلمون عادة عن النماذج المتداولة عمومًا. في هذه النماذج تُعدل (ضمن المعقول) بعض المعادلات حتى يصبح النموذج قادراً على استرجاع الظروف الماضية وتوقع الظروف الحالية والمستقبلية بما أمكن من الدقة وذلك لدى مقابلته بالملاحظات الفعلية المتعلقة بالظروف الماضية والحالية.
وبما أنه يستحيل معرفة كل التغيرات، وعلماً أن النموذج لن يتطابق مع العالم الحقيقي بالكامل، يحاول العلماء التعويض عن ذلك من خلال دراسة كل نموذج مراراً وتكراراً محدثين تغييرات بسيطة في الشروط التي ينطلقون منها (كأن يزيدوا سرعة الريح في ديترويت بنسبة 1% مثلاً) وفي عوامل أخرى. بهذه الطريقة يمكنهم أن يكوّنوا فكرة عن مختلف النتائج المحتملة. وعندما يحصلون على النتيجة نفسها عدة مرات يعتبرون أنها الأكثر ترجيحاً.
وختاماً فإن كل نموذج يتوقع سلسلةً من النتائج المحتملة. فعلى سبيل المثال، أخذت اللجنة الحكومية الدولية للتغير المناخي في عين الاعتبار كافة النماذج المتوفرة، قبل أن تحدد احتمال ارتفاع حرارة الأرض من 1.4 إلى 5.8 درجات مئوية (أي من 3 إلى 8 درجات بمقياس فهرنهايت).
لا يمكن لأحد أن يبت بنسبة ارتفاع الحرارة في العقود المقبلة. لكن مع بعض التوضيحات، يمكننا أن نقول بثقة أنها ستتراوح بين هذين الرقمين.

## التأثير على الإنتاجات الزراعية والغابوية
سيؤثر تغير المناخ كثيرًا على الإنتاجات الزراعية والغابوية. ستكون التأثيرات على مستوى إمكانية الإنتاج متباينة للغاية حسب المناطق وأنواع الغطاء النباتي. يمكن أن تُترجم هذه التأثيرات باتجاه عام لتحفيز معتدل في المناطق ذات المناخ المعتدل ومع ارتفاع درجة الحرارة ارتفاعًا محدودًا بين 2 و3 درجات مئوية. لكن إذا زادت درجات الحرارة عن ذلك، كما هو الحال في المناطق ذات خطوط العرض المنخفضة، ستؤدي درجات الحرارة المرتفعة والتزايد في وتيرة الجفاف إلى آثار سلبية. هذه التأثيرات ستتطلب تكيفات تشمل تغييرات محلية في أنظمة الزراعة أو الإدارة، إلى جانب تنقل جغرافي لأنظمة الإنتاج.

## التأثير على الموارد المائية
إلى جانب تأثير تغير المناخ على الإنتاجات الزراعية، فإن له أيضًا تأثيرات كبيرة على الموارد المائية. يؤدي ارتفاع درجات الحرارة وزيادة معدلات التبخر إلى نقص في الموارد المائية المتاحة، مما يزيد من الضغوط على الأنهار، البحيرات، والمياه الجوفية. في العديد من المناطق، يؤدي هذا إلى تقليص كميات المياه المتاحة للاستخدام الزراعي والشرب، مما يفاقم التحديات المتعلقة بالأمن المائي. بالإضافة إلى ذلك، تساهم التغيرات المناخية في زيادة حدة الفيضانات والعواصف، مما يتسبب في تلوث مصادر المياه وتهديد جودة المياه الصالحة للشرب، مما يزيد من مخاطر انتشار الأمراض المتعلقة بالمياه.

## التوقعات
أمرٌ لا يمكن أن تتوقعه النماذج المناخية هو كافة الآثار الممكنة لآليات المراقبة التي قد تساهم في استقرار المناخ أو تتسبب بتغيره تغيرًا أسرع وبطرق لا يمكن توقعها.
ولا شك في أن إهمال النماذج المناخية وتوقع الأفضل في الوقت نفسه لهو عمل غير مسؤول. راجع الصفحة المتعلقة بآثار المراقبة لمزيد من المعلومات.
ما لا يمكن لهذه النماذج أن تتوقعه أيضاً هو سلوك البشر وإبداعهم فقد نقوم بحرق كمية من الوقود الأحفوري تفوق الكمية المتوقعة ونحصل على كرةٍ أرضية أشد سخونةً من المتوقع في أسوأ السيناريوهات على الإطلاق. أو يمكننا التوصل إلى طاقةٍ متجددة أو حلولٍ فعالة لمشاكل الطاقة بوقتٍ أسرع من المتوقع – لاغين بالتالي احتمال ارتفاع الحرارة إلى أعلى درجة ممكنة.